# (1281) Jeanne
(1281) Jeanne est un astéroïde de la ceinture principale découvert le 25 août 1933 par l'astronome belge Sylvain Arend qui le nomma du prénom de sa fille Jeanne.

## Historique
Le lieu de découverte, par l'astronome belge Sylvain Arend, est Uccle.

## Sources

## Compléments